# Угол естественного откоса

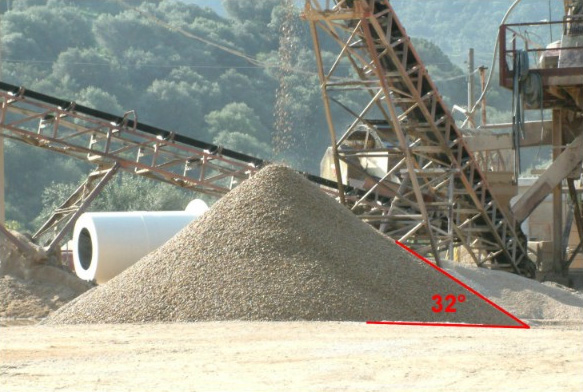
Угол естественного откоса

Угол естественного откоса (в механике грунтов) — угол, образованный свободной поверхностью сыпучего вещества с горизонтальной плоскостью. 
Частицы вещества, находящиеся на свободной поверхности насыпи, испытывают состояние предельного (критического) равновесия. Угол естественного откоса связан с коэффициентом трения и зависит от шероховатости зёрен, степени их увлажнения, гранулометрического состава и формы, а также от удельного веса материала.
Угол естественного откоса грунта является параметром прочности грунтов. Его определение является производным от критерия разрушения Мора — Кулона, и он используется для описания сопротивления трения при сдвиге массива грунта вместе с нормальным эффективным напряжением.
По углам естественного откоса определяются максимально допустимые углы откосов уступов и бортов карьеров, насыпей, отвалов и штабелей.
Существует несколько методов определения оценки угла. Результаты показывают, что самые высокие значения дают методы ASTM International и Cornforth, за которыми следуют метод осаждения из ложки  (на 6% меньше), метод Сантамарина  и сухой метод Чо  (на 12% меньше), метод конического подъема (на 35% меньше). 

## Угол естественного откоса из различных материалов
Список из различных материалов и их угла естественного откоса. Данные приблизительные.
| Материал (условия)            | Угол естественного откоса (градусы) |
| ----------------------------- | ----------------------------------- |
| Асфальт (измельченный)        | 30—45                               |
| Кора (деревянные отходы)      | 45                                  |
| Отруби                        | 30—45                               |
| Мел                           | 45                                  |
| Глина (сухой кусок)           | 25—40                               |
| Глина (мокрой раскопки)       | 15                                  |
| Семена клевера                | 28                                  |
| Кокос (измельчённый)          | 40                                  |
| Кофе (свежее сухое зерно)     | 35—45                               |
| Грунт                         | 30—45                               |
| Мука (пшеница)                | 45                                  |
| Солод                         | 30—45                               |
| Цемент                        | 40—50                               |
| Гранит                        | 35—40                               |
| Гравий (насыпной)             | 30—45                               |
| Гравий (натуральный с песком) | 25—30                               |
| Песок (сухой)                 | 34                                  |
| Песок (мокрый)                | 15—30                               |
| Песок (влажный)               | 45                                  |
| Опилки                        | 45                                  |
| Пшеница (сухое зерно)         | 28                                  |
| Кукуруза (сухое зерно)        | 27                                  |

| Название            | Форма | Угол внутреннего трения |
| ------------------- | ----- | ----------------------- |
| Прямоугольник       |       |                         |
| Круг                |       |                         |
| Квадрат             |       |                         |
| Треугольник         |       |                         |
| Двойная вилка       |       |                         |
| Овал                |       |                         |
| Отверстие           |       |                         |
| Два отверстия       |       |                         |
| Несколько отверстий |       |                         |
| Случайный формат    |       |                         |